# 黛眉
黛眉，日本稱引眉，是一種源於中國，後傳至日本的一種化妝方法，即將眉毛剃去或拔去，再塗上顏料。

## 中國
先秦時期已出現這種化妝方式，即拔去眉毛，以一種以柳條燒焦後製成的青黑色顏料繪畫眉形來代替原來的眉毛，從細長的蛾眉至寬闊的廣眉都有。黛眉在漢代已很盛行。至唐代，唐玄宗有「眉癖」，命宫廷画工画《十眉图》，包括鸳鸯眉、小山眉、五岳眉、三峰眉、垂珠眉、月棱眉、分梢眉、涵烟眉、拂云眉、倒晕眉。

## 日本
日本流行於奈良時代至江戶時代期間在奈良時代引入了這個風俗，當時是將眉毛拔去，並用墨在眉毛處畫上細長的弓形。然而到了平安時代畫眉毛的方式開始改變，在眉毛上方用墨畫上長圓形的形狀，這被稱為「殿上眉」。
最早引眉這個風俗是在裳着禮上伴隨著染黑齒而進行的，從平安時代的中期開始，改在男性貴族、平家武將的元服禮上進行。到1185年平安時代結束的時候，剃眉、染黑齒以及在臉上塗上白粉已經稱為日本男性的基本風俗。
在後來的幾個世紀裡，日本女性也開始剃眉毛。在日本室町時代的能劇中，女性一般以剃過眉毛的形象登場，「殿上眉」的位置相對比平安時代更高一些。
進入江戶時代之後，日本男性已基本放棄了這個習俗；但已婚女性仍舊堅持古代的剃眉、染黑齒的習俗。明治維新以後，日本政府頒佈法律，禁止日本國民剃眉毛、染黑齒。如今，引眉這一習俗只有在一些傳統藝能表演、歷史劇或者祭祀中才能見到。